# Berardia lanuginosa
Berardia lanuginosa (Lam.) Fiori & Paol., 1902 è una specie di pianta angiosperma dicotiledone della famiglia delle Asteraceae. Questa specie è anche l'unica del genere Berardia Vill., 1779 e della sottotribù Berardiinae Garcia-Jacas & Susanna, 2019.

## Descrizione

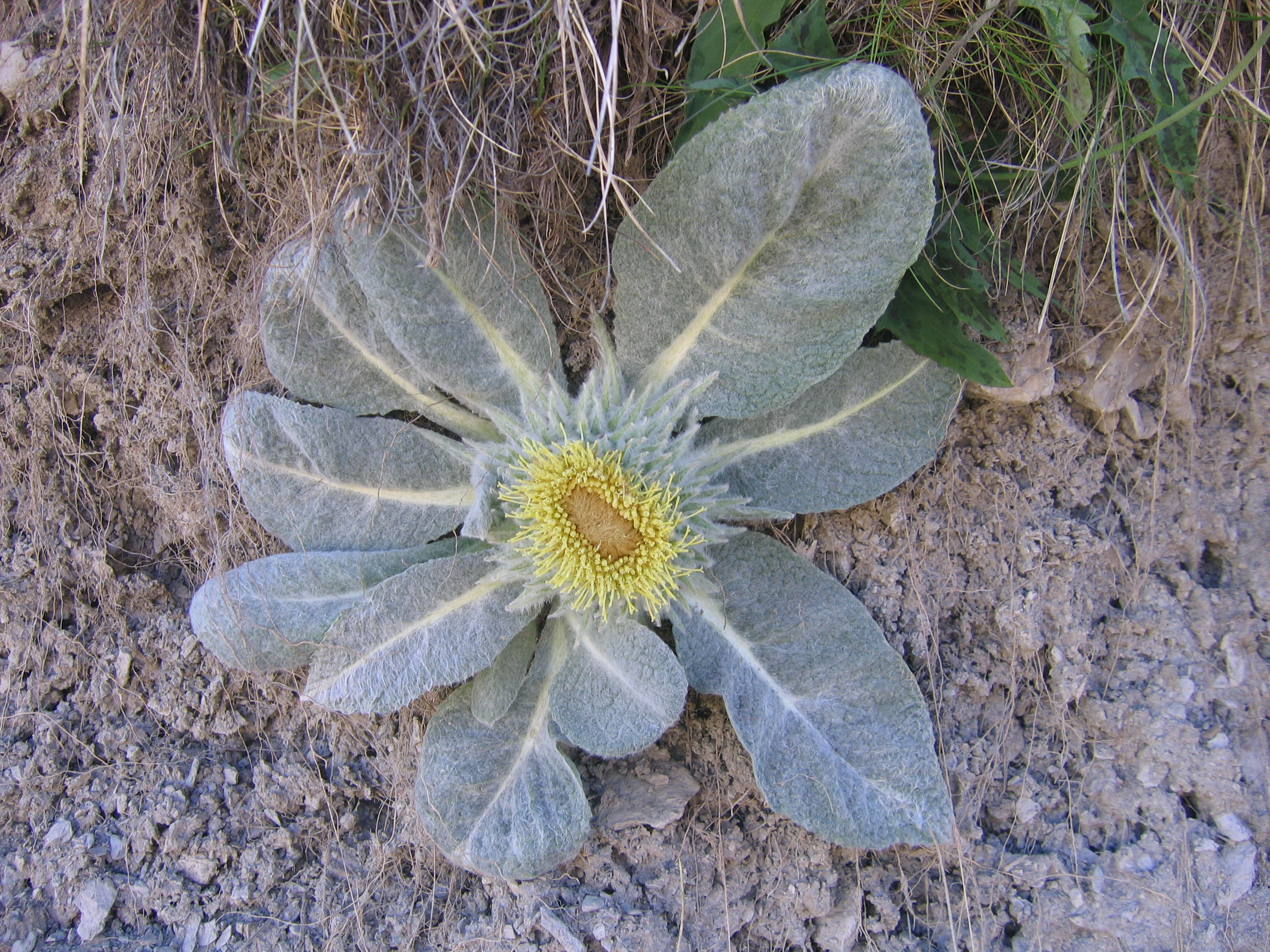
Il portamento

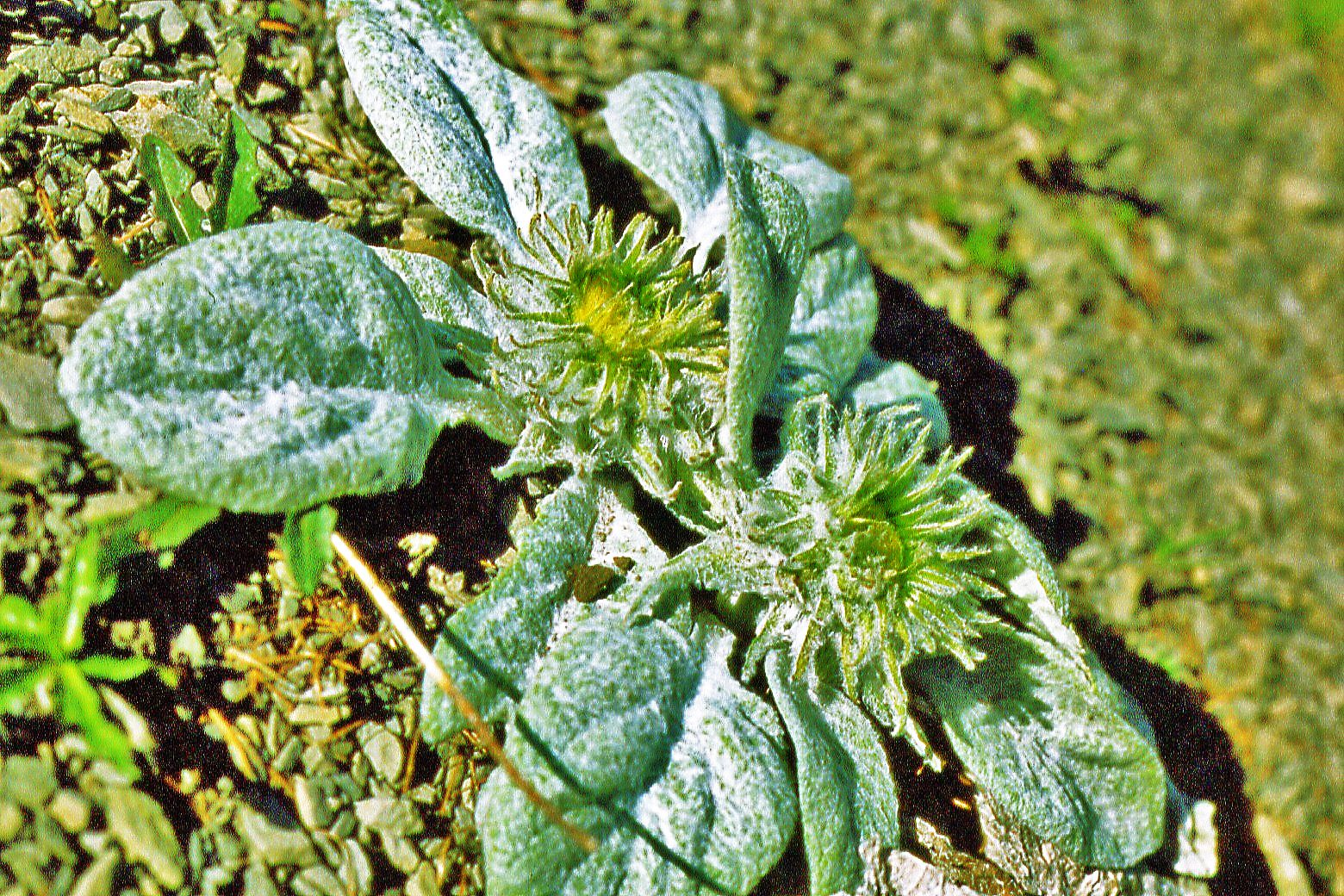
Le foglie

Comprende piante erbacee non spinose di tipo monocarpico con fusti subnulli. La forma biologica è geofita rizomatosa (G rhiz), sono piante perenni erbacee che portano le gemme in posizione sotterranea; durante la stagione avversa non presentano organi aerei e le gemme si trovano in organi sotterranei come bulbi, tuberi e rizomi, fusti sotterranei dai quali, ogni anno, si dipartono radici e fusti aerei. Nelle radici sono sempre presenti dei condotti resinosi, meno frequenti nelle parti aeree; mentre solamente nelle parti aeree sono presenti delle cellule latticifere. Il rizoma di queste piante è strisciante con spessori di 1 cm e lunghezze di 80 cm. Altezza massima 5 – 15 cm.
Le foglie sono disposte in modo alternato in rosetta basale. Quelle inferiori hanno un picciolo di 2 – 5 cm e la lamina a forma ovata, subrotonda o cordata; la superficie inferiore è bianco-cotonosa, quella superiore è sparsamente tomentosa (lunghezza 5 – 10 cm). Quelle superiori sono più strette. I bordi possono essere denticolati e le venature sono prominenti.
Le infiorescenze sono composte da un unico capolino (diametro di 3,5 – 6 cm) sessile ed omogamo. I capolini contengono solo fiori tubulosi e sono formati da un involucro a forma emisferica composto da poche brattee (o squame) all'interno delle quali un ricettacolo aerolato fa da base ai fiori. Le squame dell'involucro, con forme subulato-lanceolate, intere e con superficie lanosa, sono disposte disposte su 2 - 3 serie in modo embricato. Il ricettacolo a protezione della base dei fiori è sprovvisto di palee.
I fiori tubulosi sono tetra-ciclici (ossia sono presenti 4 verticilli: calice – corolla – androceo – gineceo) e pentameri (ogni verticillo ha 5 elementi). I fiori in genere sono ermafroditi e actinomorfi.
- Formula fiorale:

- /x K {\displaystyle \infty }, [C (5), A (5)], G 2 (infero), achenio

- Calice: i sepali del calice sono ridotti ad una coroncina di squame.
- Corolla: la corolla ha 2 - 5 lobi; il colore è giallo-rosastro. Lunghezza del tubo: 7 mm; lunghezza delle fauci: 5 mm; lunghezza dei lobi (delle lacinie) 2 mm.
- Androceo: gli stami sono 5 con filamenti liberi, mentre le antere, provviste di appendici, sono saldate in un manicotto (o tubo) circondante lo stilo (il connettivo staminale è molto lungo).[10]
- Gineceo: lo stilo è filiforme; gli stigmi dello stilo sono due. L'ovario è infero uniloculare formato da 2 carpelli.
- Fioritura: da luglio ad agosto.

Il frutto è un achenio con un pappo. Gli acheni hanno delle forme da prismato-tetragononali a oblunghe (lunghezza 10 mm) con superficie solcata. Il pappo (lunghezza 12 – 17 mm) formato da setole è inserito su una piastra apicale all'interno di una anello di tessuto parenchimatico. Le setole sono avvolte a spirale.

## Distribuzione e habitat
- Geoelemento: il tipo corologico (area di origine) è Subendemico.
- Distribuzione: la specie di questa voce (pianta rara) si trova in Italia e in Francia.[1]
- Habitat:  l'habitat preferito per queste piante sono i macereti e ghiaioni su substrati calcarei (calcescisti).
- Distribuzione altitudinale: sui rilievi, in Italia, queste piante si possono trovare da 1.800 fino a 2.700 m s.l.m..

## Tassonomia
La famiglia di appartenenza di questa voce (Asteraceae o Compositae, nomen conservandum) probabilmente originaria del Sud America, è la più numerosa del mondo vegetale, comprende oltre 23.000 specie distribuite su 1.535 generi, oppure 22.750 specie e 1.530 generi secondo altre fonti (una delle checklist più aggiornata elenca fino a 1.679 generi). La famiglia attualmente (2021) è divisa in 16 sottofamiglie.

### Filogenesi
Le specie di questa voce in precedenti trattamenti era definita incertae sedis. La storia di questa specie è abbastanza complicata. Autori più antichi hanno descritto questa specie all'interno di Onopordon a nelle Mutisiese. Solamente ultimamente usando il sequenziamento di nuova generazione, si è avuta la conferma che Berardia appartiene alle Cardueae e costituisce una sottotribù monotipica Berardiinae con affinità alla sottotribù Xerantheminae. In particolare, da un punto di vista filogenetico, si trova tra la sottotribù Xerantheminae e la sottotribù Staehelininae in una posizione evolutiva abbastanza centrale.
Alcuni caratteri distintivi per questa specie: habitus rosulato; capolino omogamo; brattee involucrali subulate e lanose; ricettacolo alveolato; rami dello stilo coerenti.
Berardia è un genere relitto endemico delle Alpi meridionali con una età di divergenza tra i 27 e i 21 milioni di anni.
Il numero cromosomico della specie è: 2n = 36 (assetto cromosomico tetraploide).